# گمینا دوبروشتسه
گمینا دوبروشتسه (به لهستانی:  Gmina Dobroszyce) یک گمینا در لهستان است که در شهرستان اولشنگتسا واقع شده‌است. گمینا دوبروشتسه ۱۳۱٫۷۴ کیلومتر مربع مساحت و ۶٬۰۷۱ نفر جمعیت دارد.